# Uromyces anthyllidis

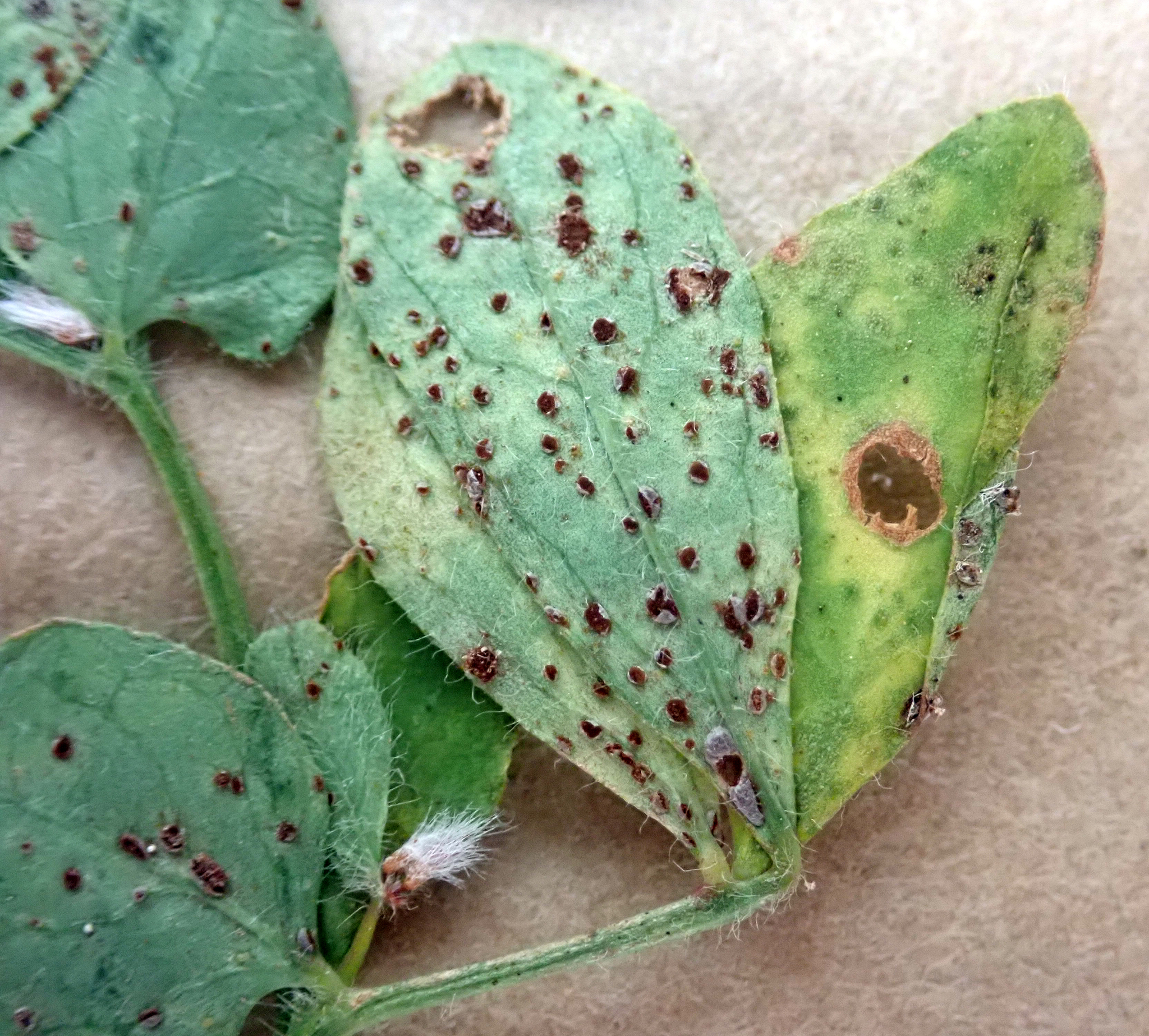
Pilz Uromyces anthyllidis (2020)

Uromyces anthyllidis ist eine Ständerpilzart aus der Ordnung der Rostpilze (Pucciniales). Der Pilz ist ein Endoparasit von Wolfsmilchen und Wundkleen. Symptome des Befalls durch die Art sind Rostflecken und Pusteln auf den Blattoberflächen der Wirtspflanzen. Sie ist in der westlichen Paläarktis verbreitet.

## Merkmale

### Makroskopische Merkmale
Uromyces anthyllidis ist mit bloßem Auge nur anhand der auf der Oberfläche des Wirtes hervortretenden Sporenlager zu erkennen. Sie wachsen in Nestern, die als gelbliche bis braune Flecken und Pusteln auf den Blattoberflächen erscheinen.

### Mikroskopische Merkmale
Das Myzel von Uromyces anthyllidis wächst wie bei allen Uromyces-Arten interzellulär und bildet Saugfäden, die in das Speichergewebe des Wirtes wachsen. Die unterseitig auf den Wirtsblättern wachsenden Spermogonien der Art sind versprengt. Die zwischen ihnen wachsenden Aecien becherförmig und weiß. Die Aeciosporen sind meist eckig bis ellipsoid, orange, warzig und 18–23 × 18–23 µm groß. Die meist blattunterseitig wachsenden Uredien des Pilzes sind zimt- bis schokoladenbraun, klein und früh unbedeckt. Ihre hellbraunen Uredosporen sind meist ellipsoid bis kugelig, 23–24 × 22–23 µm groß und stachelwarzig. Die meist blattoberseitig wachsenden Telien der Art sind schwarzbraun und früh unbedeckt. Die braunen Teliosporen sind einzellig, in der Regel kugelig, warzig und 21–22 × 19–20 µm groß. Ihre Stiele sind farblos und bis zu 33 µm lang.

## Verbreitung
Das bekannte Verbreitungsgebiet von Uromyces anthyllidis umfasst die westliche Paläarktis.

## Ökologie
Die Wirtspflanzen von Uromyces anthyllidis sind für den Haplont die Wolfsmilch Euphorbia cyparissias und diverse Wundklee-Arten (Anthyllis spp.) für den Dikaryonten. Der Pilz ernährt sich von den im Speichergewebe der Pflanzen vorhandenen Nährstoffen, seine Sporenlager brechen später durch die Blattoberfläche und setzen Sporen frei. Die Art verfügt über einen Entwicklungszyklus mit Aecien, Spermogonien, Telien und Uredien und macht einen Wirtswechsel durch, ist aber nicht auf ihn angewiesen.